# جيرارد باركس
جيرارد باركس (بالإنجليزية: Gerard Parkes)‏ هو ممثل كندي وأيرلندي، ولد في 23 يونيو 1936 في دبلن في جمهورية أيرلندا، وتوفي في 19 أكتوبر 2014 في تورونتو في كندا.

## وصلات خارجية
- جيرارد باركس على موقع IMDb (الإنجليزية)
- جيرارد باركس على موقع قاعدة بيانات الفيلم (الإنجليزية)